# Психо (филм из 1998)
Психо (енгл. Psycho) амерички је психолошки хорор филм из 1998. године, редитеља Гаса ван Сана са Винсом Воном, Џулијаном Мур, Вигом Мортенсеном, Вилијамом Х. Мејсијем и Ен Хејч у главним улогама. Представља римејк истоименог филма из 1960. редитеља Алфреда Хичкока, док су оба филма инспирисана истоименим романом из 1959. аутора Роберта Блоха. 
Иако је ова верзија колоризована и смештена у модерно време, суштински она је „кадар-по-кадар” копија Хичкоковог оригинала, због чега је и добила веома негативне критике. Филм је премијерно приказан 4. децембра 1998, у дистрибуцији продукцијске куће Јуниверсал пикчерс. Поред критичког неуспеха, римејк је био и комерцијални неуспех пошто је са буџетом од 60 милиона, зарадио 37,2 милиона долара. Добио је подругљиву награду Златна малина за најгори римејк или наставак године.
Са позитивне стране, Ен Хејч је била номинована за Награду Сатурн за најбољу споредну женску улогу, док је Џозеф Стефано био номинован за исту награду у категорији најбољег сценаристе. Вилијам Х. Мејси добио је награду Бостонског друштва филмских критичара за најбољег споредног слумца.
Ово је био пети и последњи филм у серијалу Психо.

## Радња
Млада секретарица Мерион Крејн краде 400.000 долара од свог послодавца и бежи из Финикса у Калифорнију, код свог дечка Сема Лумиса, како би му помогла да плати дугове. Она узима преноћиште у Бејтс мотелу који крије застрашујуће тајне.

## Улоге
| Глумац             | Улога                 |
| ------------------ | --------------------- |
| Винс Вон           | Норман Бејтс          |
| Ен Хејч            | Марион Крејн          |
| Џулијана Мур       | Лајла Крејн           |
| Виго Мортенсен     | Сем Лумис             |
| Вилијам Х. Мејси   | Милтон Арбогаст       |
| Роберт Форстер     | др Сајмон Ричмонд     |
| Филип Бејкер Хол   | шериф Ал Чејмберс     |
| Ен Хејни           | Елиза Чејмберс        |
| Ренс Хауард        | Џорџ Лауери           |
| Чед Еверет         | Том Касиди            |
| Рита Вилсон        | Керолајн              |
| Џејмс Ремар        | саобраћајни полицајац |
| Џејмс ле Грос      | Чарли                 |
| Мајк „Фли” Балзари | Боб Самерфилд         |